# Río Mixteco
El río Mixteco es un corto río del centro sur de México, un afluente del río Atoyac que discurre por los estados de Oaxaca y Puebla. Forma parte de la cuenca del Balsas.
Nace en el estado de Oaxaca, de la confluencia de los ríos Tlaxiaco y Juxtlahuaca. Su curso se dirige hacia el noroeste, en Tamazulapan recibe el caudal del río del Oro y después penetra en territorio poblano. En el valle de Acatlán recibe el tributo del homónimo río Acatlán (Tisa'a) y desemboca finalmente en el Atoyac. De la confluencia de estos dos ríos, a un costado del pueblo de San Juan de los Ríos (Puebla), nace el río Balsas.
La cabecera del Mixteco se encuentra a 3220 m s. n. m., al sureste de la Heroica Ciudad de Tlaxiaco, en la Mixteca Alta. De acuerdo con los datos de la estación hidrométrica de Mariscala de Juárez, el río tiene un caudal de 26.4 m³/s y drena una superficie de 7167 km² entre los estados de Oaxaca y Puebla. En su cauce se encuentra la presa Yosocuta, que abastece de agua a la ciudad de Huajuapan de León.